# 上野弥一郎

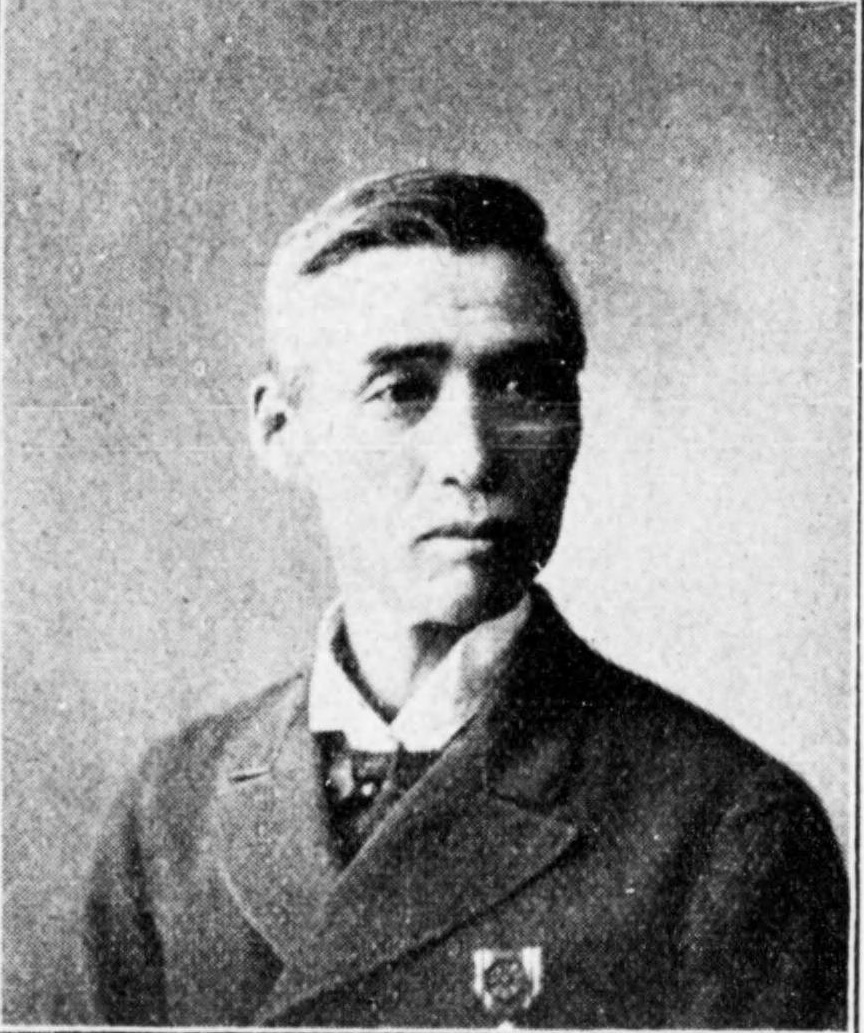
上野弥一郎

13代 上野 弥一郎（彌一郎、うえの やいちろう、1850年9月10日（嘉永3年8月5日）- 1929年（昭和4年）6月4日）は、明治から大正期の農業経営者・政治家・実業家。衆議院議員、京都府会議長。幼名・弥寿次郎、諱・宗愛。号・舟陵、玉裁、青藍。

## 経歴
丹後国加佐郡西方寺村（京都府加佐郡岡田中村字西方寺、加佐町を経て現舞鶴市西方寺）で、代々当主が弥一郎を襲名し大庄屋を務めた上野家の12代上野弥一郎（隠居名・一良）、増子の二男として生まれる。兄が夭折し慶応4年1月（1868年）家督を相続し13代弥一郎を襲名。梅垣秀和の塾で学び、さらに親族・岸本玄甫宅に住み込み漢籍・習字・算術を修め、その他、山口道一などに師事して漢籍を学んだ。
1970年（明治3年9月）川口中組大庄屋に就任。1972年（明治5年）副区長となり、以後、丹波全国山岳地位研究御用掛、加佐郡第4区長兼学区取締、同郡第2組戸長兼学区取締、大俣外9ヵ村戸長などを歴任。
1882年（明治15年）7月、京都府会議員に選出され、1902年（明治35年）8月まで6期在任。この間、常置委員（5期）、郡部会議長（1898年3月-10月）、府会議長（1898年11月-1899年10月）、参事会員、第6組幹事、地方衛生会委員などを務めた。その他、徴兵参事員、郡連合町村会議長、村会議員、京都地方森林会議員、土地収用審査委員、府教育会幹事、同常議員、京都図書館評議員、加佐郡会議員、日本赤十字社京都支部商議員、京都感化院理事なども務めた。この間、京鶴鉄道の敷設に尽くし、舞鶴港・宮津港の修築、共進会・品評会の開催などにも尽力した。
1902年（明治35年）8月の第7回衆議院議員総選挙で京都府郡部から立憲政友会所属で出馬して初当選。さらに、第8回総選挙、第9回総選挙補欠選挙でも再選され、衆議院議員に3期在任した。この間、政友会協議員などを務めた。
家業でもあった蚕業の振興を図り、京都府蚕糸業取締所創立委員、同所議長、府蚕糸業組合会議員（3期）、大日本蚕糸業中央会議員などに在任。また、1890年（明治23年）8月、京都府下連合農事会長に就任し、府農会の設立に尽力して、1892年（明治25年）4月、同農会設立に伴い評議員に就任し、同参事（2期）、同幹事（5期）を歴任。実業界では、1895年（明治28年）7月、宇治川水力電気の発起人、同創立委員に就任。1911年（明治44年）7月、京都府農工銀行監査役に就任し、1916年（大正5年）1月、同行取締役となり3期在任した。

## 国政選挙歴
- 第3回衆議院議員総選挙（京都府第6区、1894年3月、無所属）落選[10]
- 第6回衆議院議員総選挙（京都府第6区、1898年8月、憲政本党）次点落選[11]
- 第7回衆議院議員総選挙（京都府郡部、1902年8月、立憲政友会）当選[9]
- 第8回衆議院議員総選挙（京都府郡部、1903年3月、立憲政友会）当選[9]
- 第9回衆議院議員総選挙（京都府郡部、1904年3月、立憲政友会）落選[9]
- 第9回衆議院議員総選挙補欠選挙（京都府郡部、1905年8月、立憲政友会）当選[12]

## 著作
- 編『京都府地方税摘要』中西嘉助、1891年。